# Giải Quả cầu vàng lần thứ 71
 Giải Quả cầu vàng lần thứ 71

12 tháng 1 năm 2014
Phim hay nhất: 

12 Years a Slave
Phim hài/nhạc kịch hay nhất: 

American Hustle
Loạt phim truyền hình hay nhất: 

Breaking Bad
Loạt phim truyền hình hài/nhạc kịch hay nhất: 

Brooklyn Nine-Nine
Loạt phim ngắn hay phim truyền hình hay nhất: 

Behind the Candelabra
Giải Quả cầu vàng lần thứ 71 - giải thưởng điện ảnh cho các phim truyện và chương trình truyền hình xuất sắc nhất năm 2013, được Hiệp hội Báo chí Nước ngoài Hollywood tổ chức. Lễ trao giải diễn ra vào ngày 12 tháng 1 năm 2014, được truyền hình trực tiếp bởi kênh NBC. Woody Allen nhận giải thành tựu trọn đời của giải thưởng này vào ngày 13 tháng 9 năm 2013. Các đề cử được công bố bởi Aziz Ansari, Zoe Saldana và Olivia Wilde vào ngày 12 tháng 12 năm 2013. Tina Fey và Amy Poehler cùng là người dẫn chương trình cho cả lễ trao giải Quả cầu vàng lần thứ 72.

## Các đề cử và giải thưởng

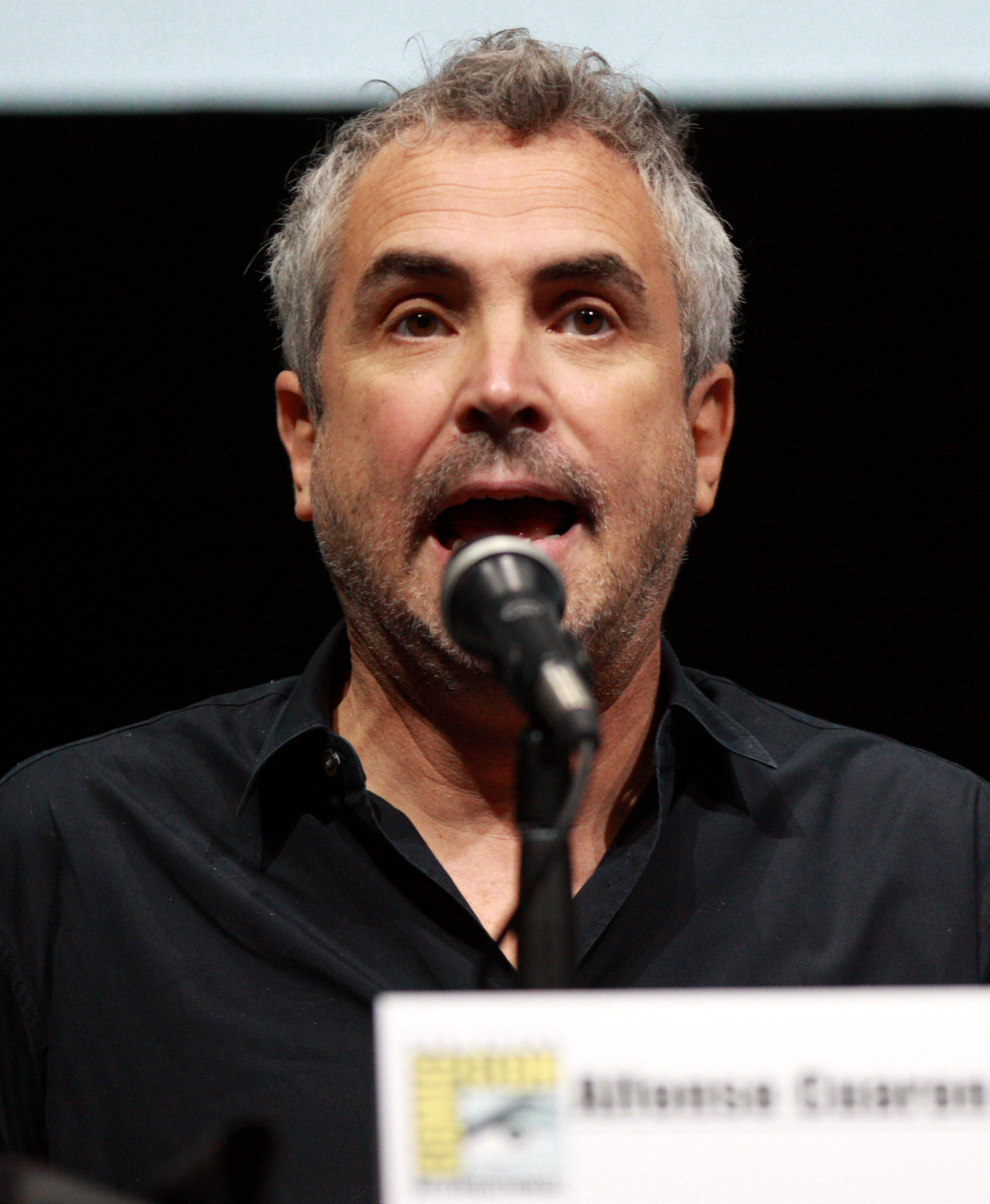
Alfonso Cuarón

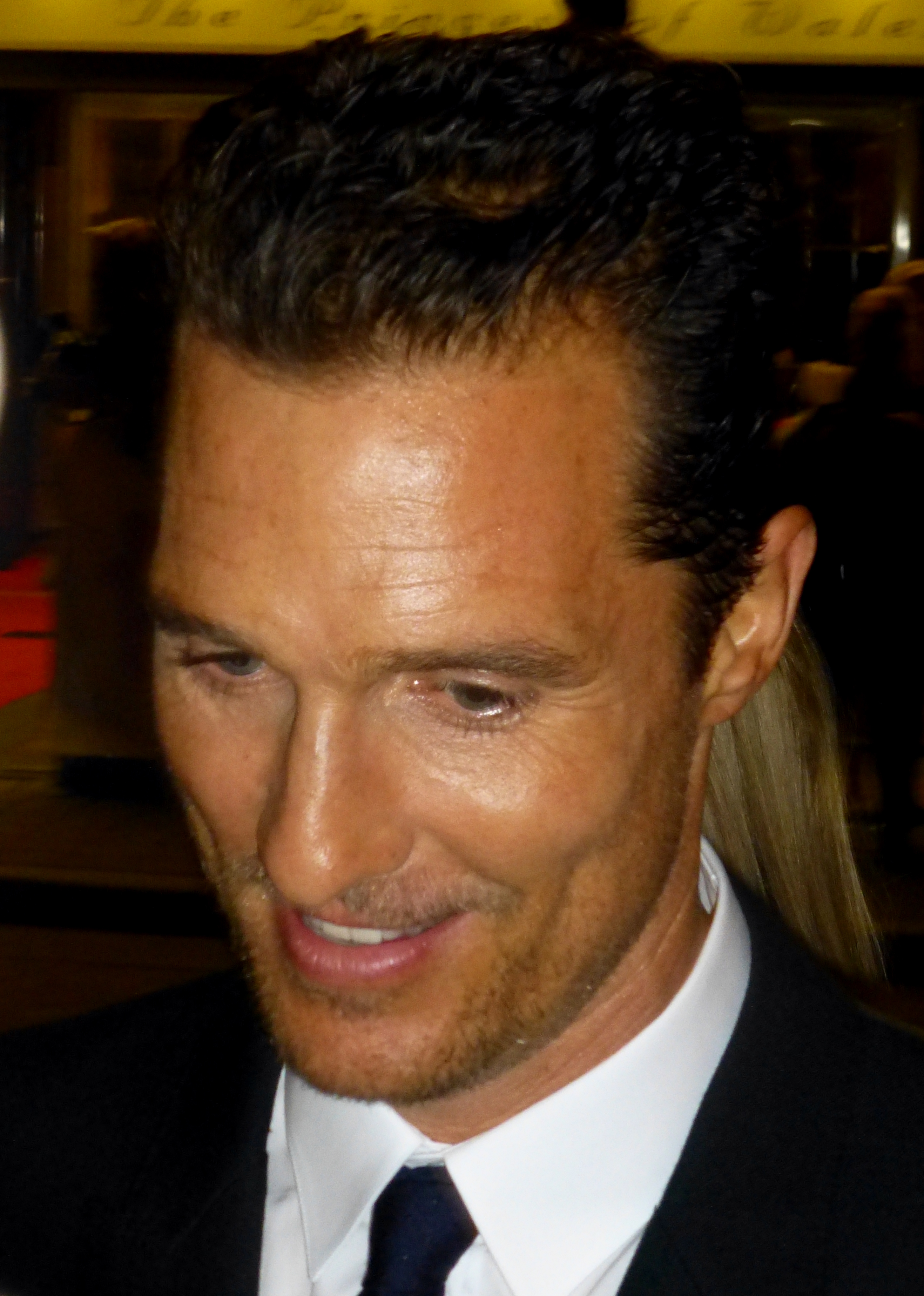
Matthew McConaughey

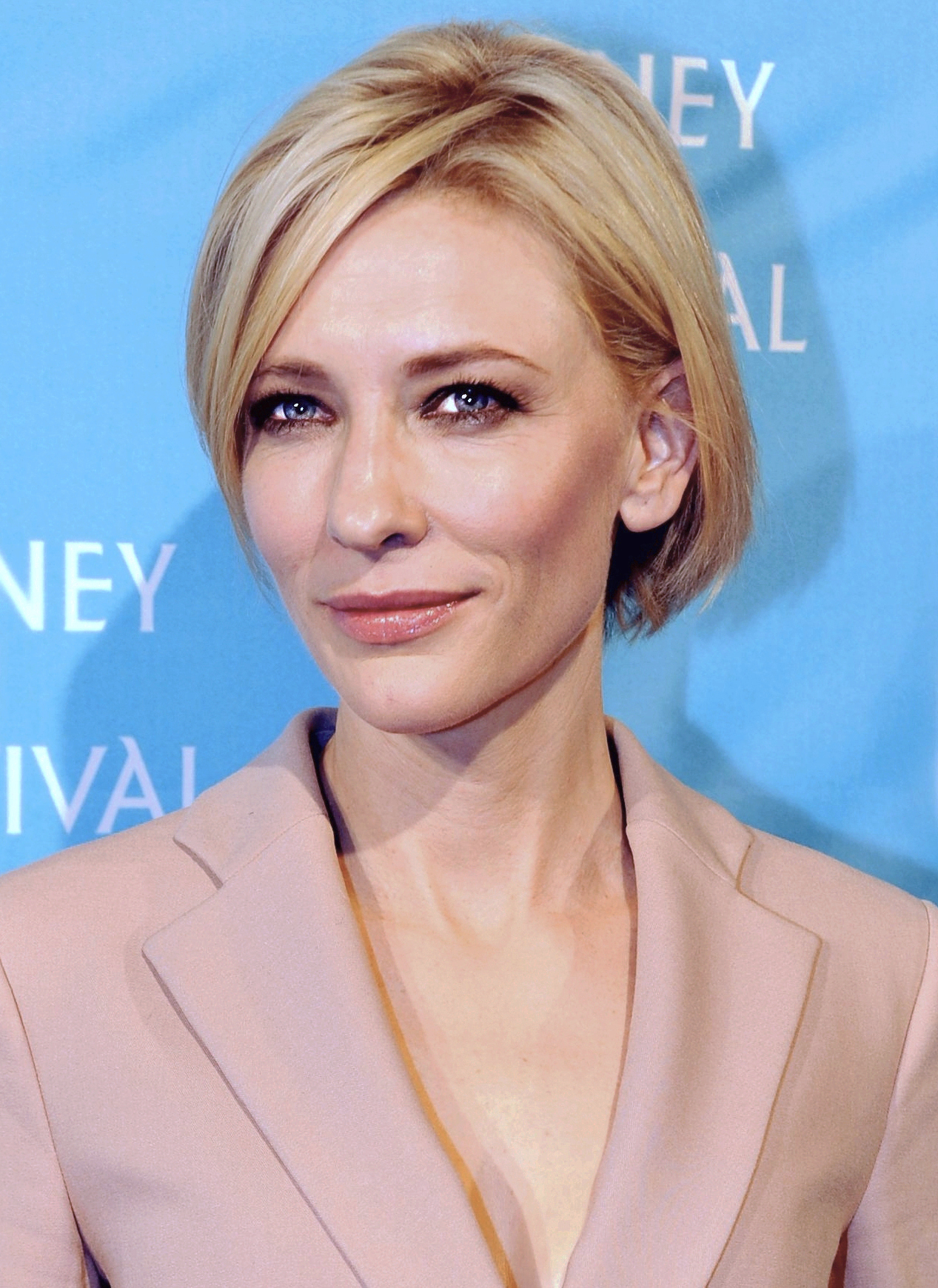
Cate Blanchett

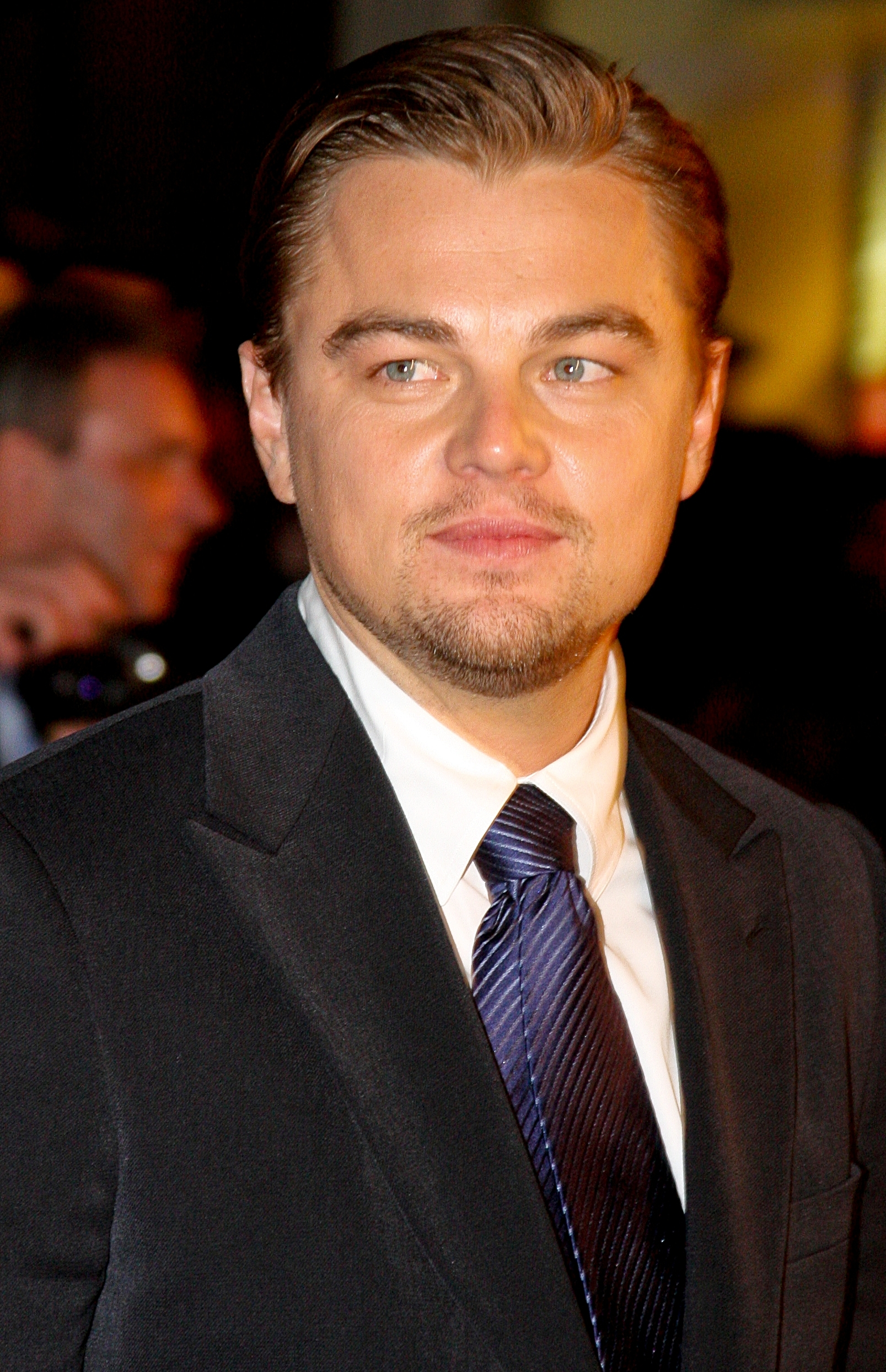
Leonardo DiCaprio

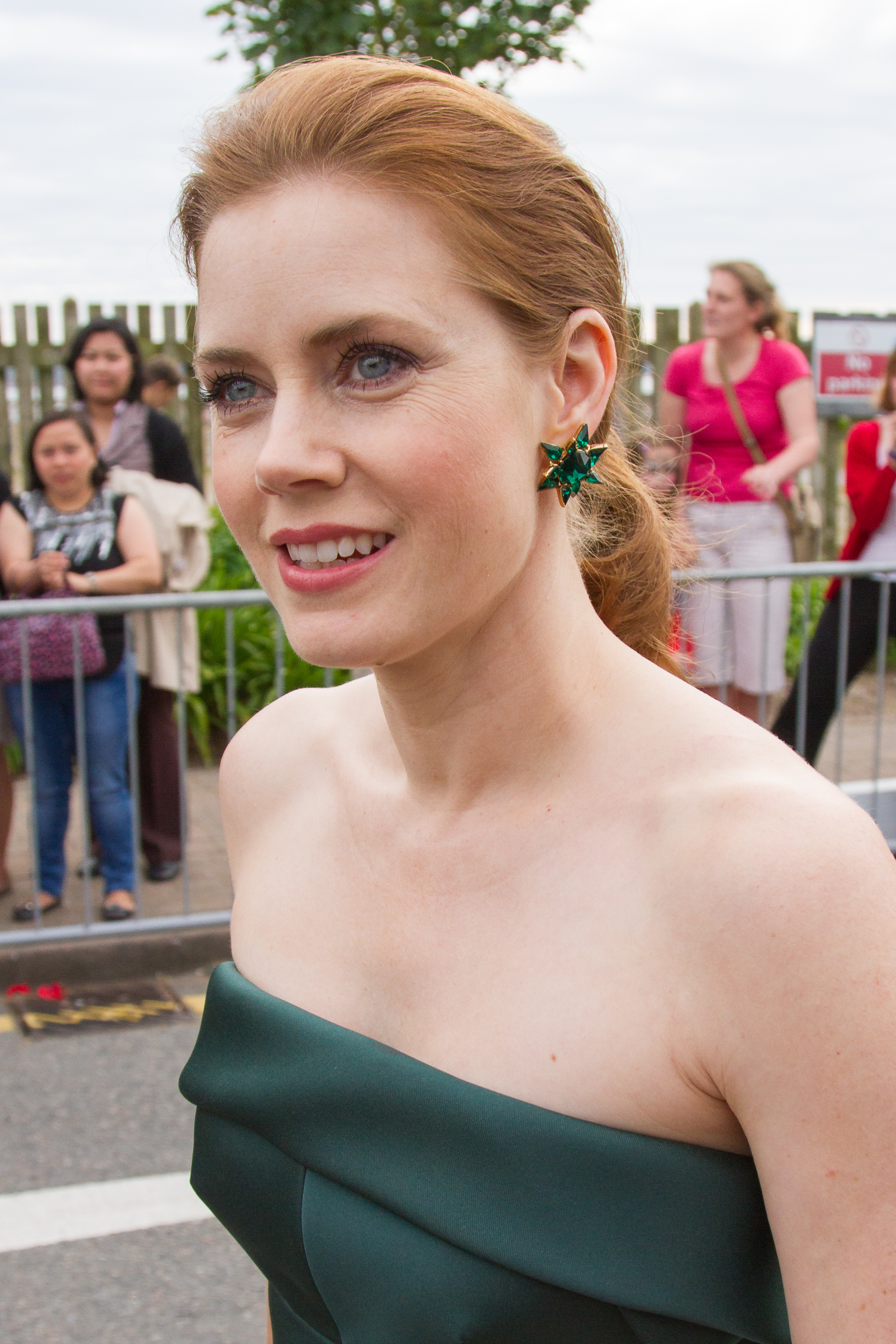
Amy Adams

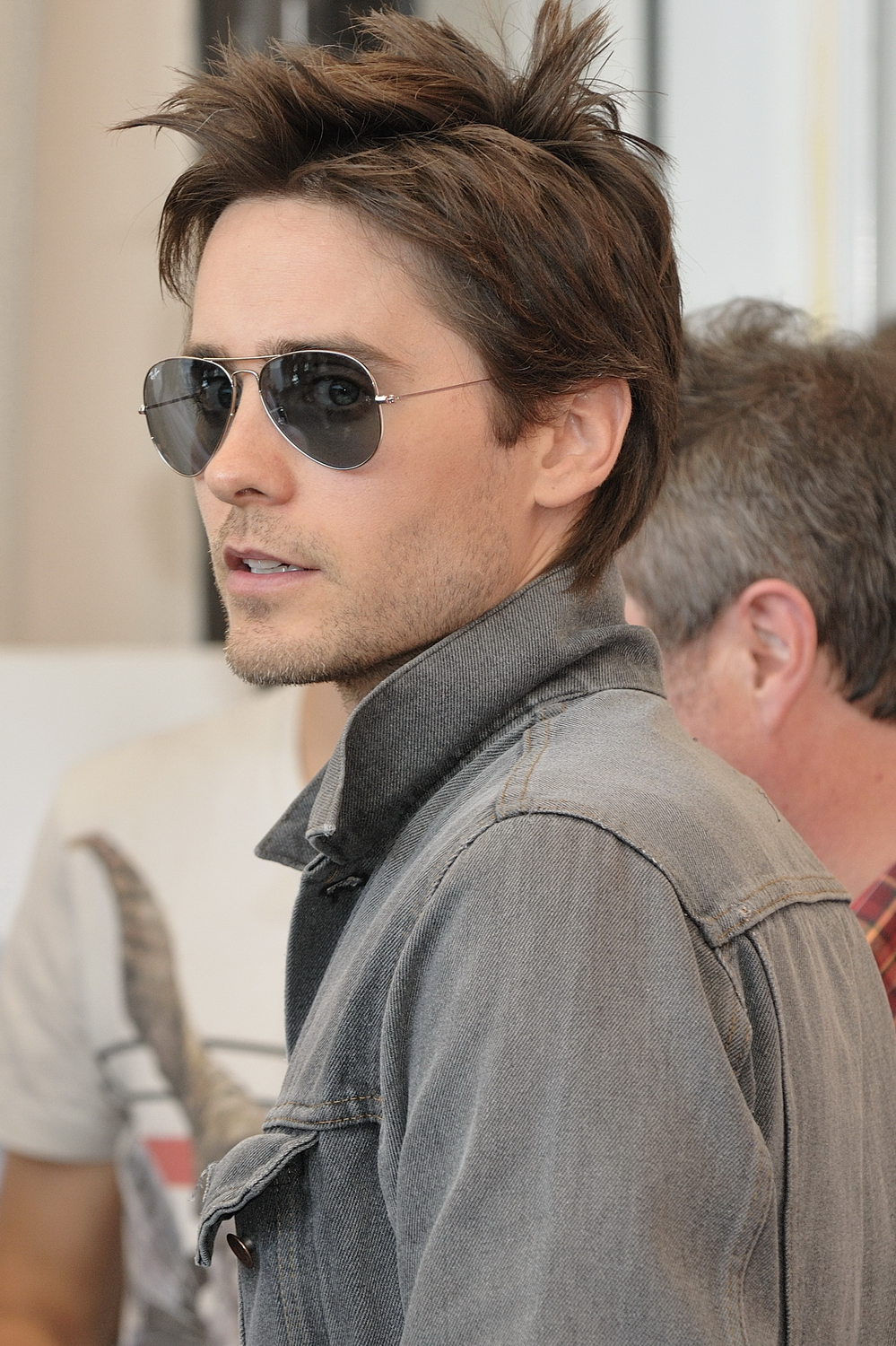
Jared Leto

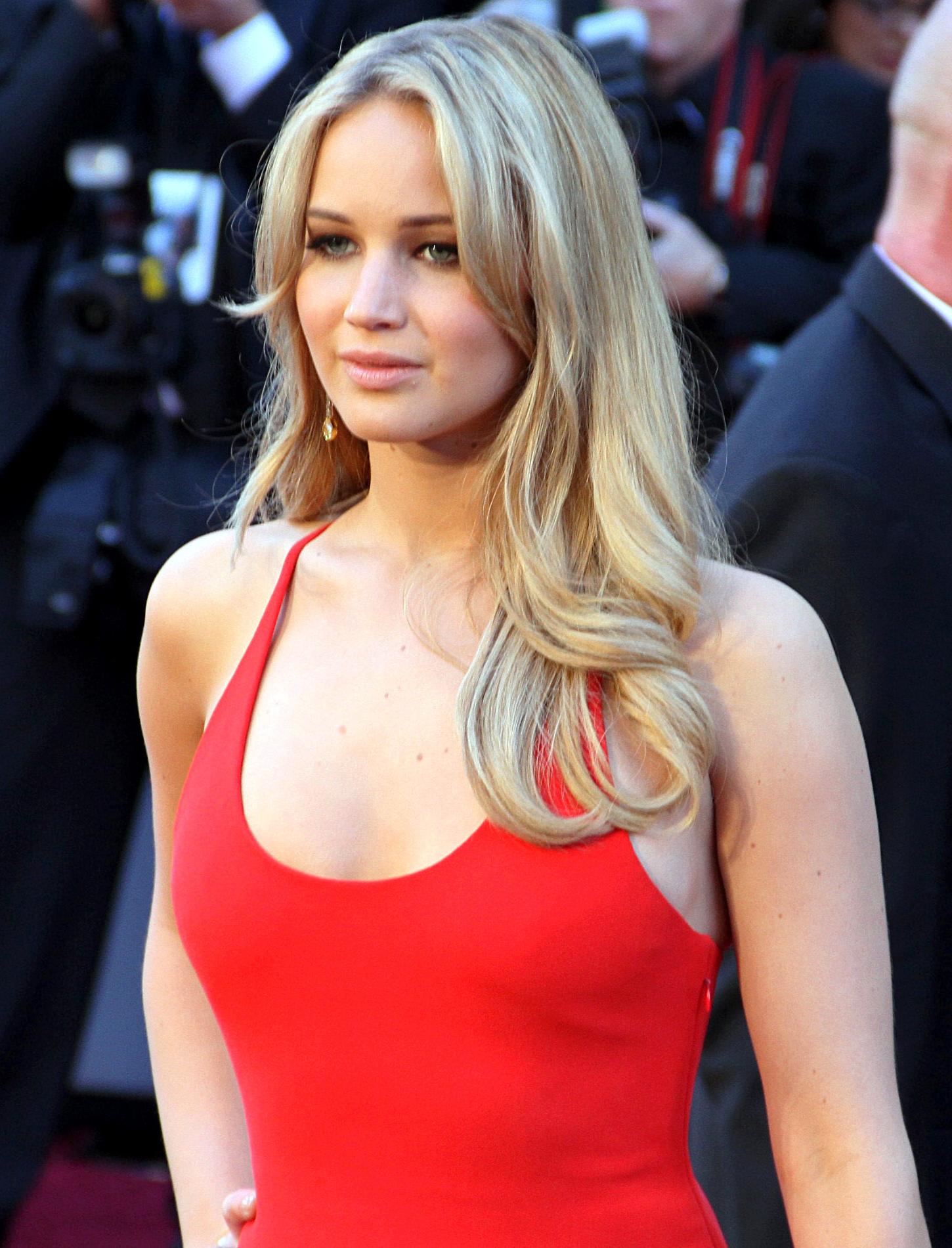
Jennifer Lawrence

Danh sách các đề cử của giải Quả cầu vàng lần thứ 71.

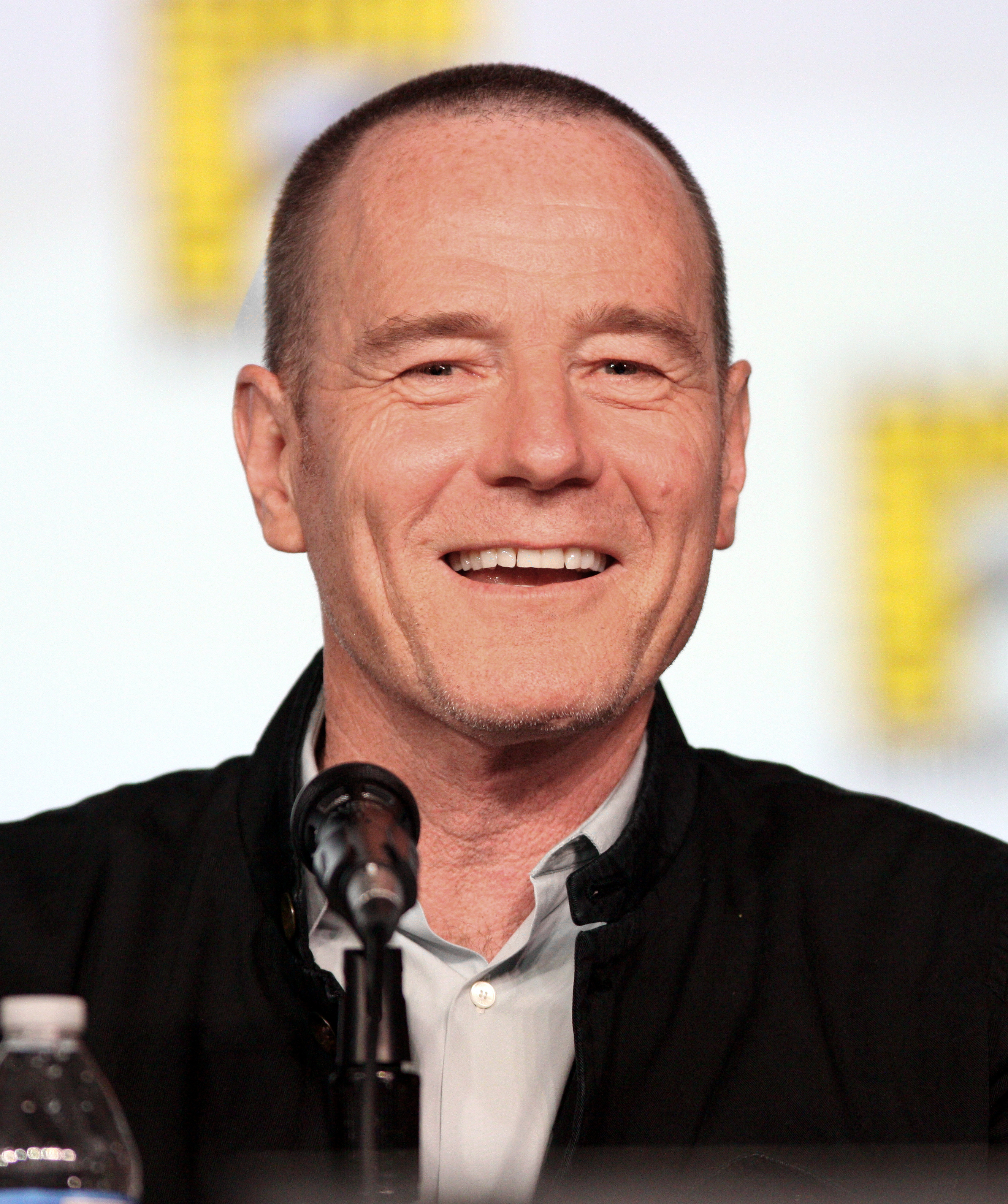
Bryan Cranston

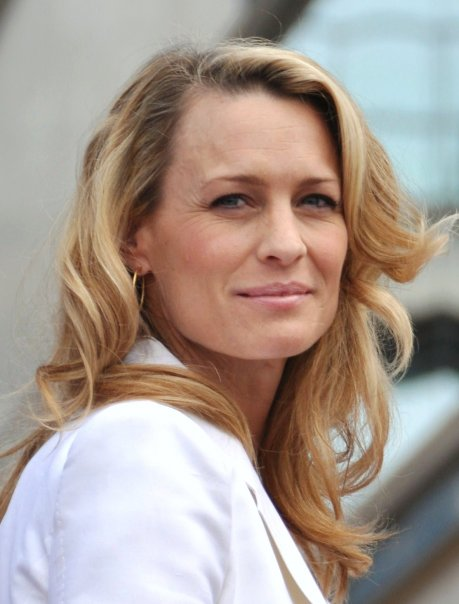
Robin Wright

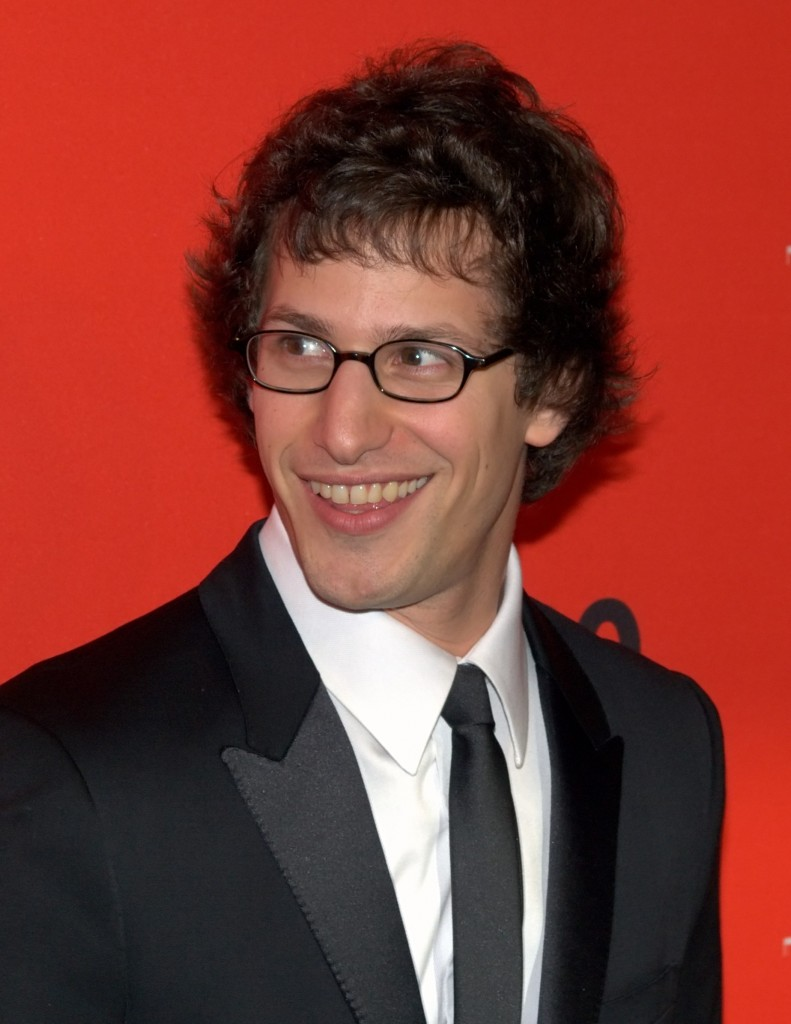
Andy Samberg

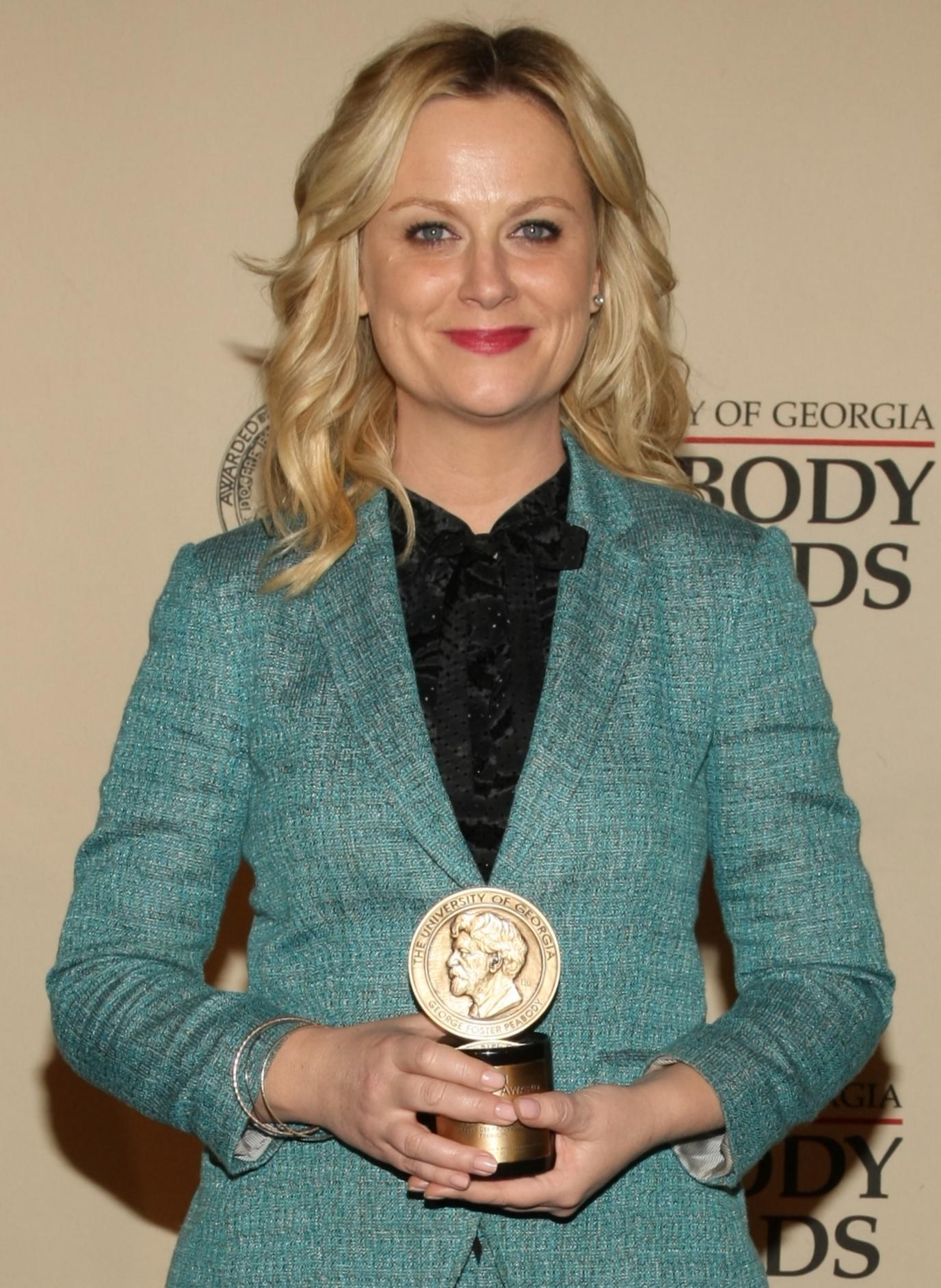
Amy Poehler

Người hoặc phim giành chiến thắng được in đậm.

### Phim truyện
| Phim hay nhất | Phim hay nhất |
| Phim chính kịch hay nhất | Phim ca nhạc hoặc hài hay nhất |
| --- | --- |
| - '''12 Years a Slave''' - Captain Philips - Gravity - Philomena - Rush | - '''American Hustle''' - Her - Inside Llewyn Davis - Nebraska |
| Diễn viên phim chính kịch xuất sắc nhất | |
| Nam diễn viên phim chính kịch xuất sắc nhất | Nữ diễn viên phim chính kịch xuất sắc nhất |
| - Matthew McConaughey – Dallas Buyers Club trong vai Ron Woodroof - Chiwetel Ejiofor – 12 Years a Slave trong vai Solomon Northup - Idris Elba – Mandela: Long Walk to Freedom trong vai Nelson Mandela - Tom Hanks – Captain Phillips trong vai Thuyền trưởng Richard Phillips - Robert Redford – All Is Lost trong vai Our Man | - Cate Blanchett – Blue Jasmine trong vai Jeanette "Jasmine" Francis - Sandra Bullock – Gravity trong vai Dr. Ryan Stone - Judi Dench – Philomena trong vai Philomena Lee - Emma Thompson – Saving Mr. Banks trong vai P. L. Travers - Kate Winslet – Labor Day trong vai Adele Wheeler |
| Diễn viên phim ca nhạc hoặc phim hài xuất sắc nhất | |
| Nam diễn viên phim ca nhạc hoặc phim hài xuất sắc nhất | Nữ diễn viên phim ca nhạc hoặc phim hài xuất sắc nhất |
| - Leonardo DiCaprio – The Wolf of Wall Street trong vai Jordan Belfort - Christian Bale – American Hustle trong vai Irving Rosenfeld - Bruce Dern – Nebraska trong vai Woody Grant - Oscar Isaac – Inside Llewyn Davis trong vai Llewyn Davis - Joaquin Phoenix – Her trong vai Theodore Twombly                                 | - Amy Adams – American Hustle trong vai Sydney Prosser - Julie Delpy – Before Midnight trong vai Céline Wallace - Greta Gerwig – Frances Ha trong vai Frances Halladay - Julia Louis-Dreyfus – Enough Said trong vai Eva - Meryl Streep – August: Osage County trong vai Violet Weston |
| Diễn viên điện ảnh phụ xuất sắc nhất | |
| Nam diễn viên phụ xuất sắc nhất | Nữ diễn viên phụ xuất sắc nhất |
| - Jared Leto – Dallas Buyers Club trong vai Rayon - Barkhad Abdi – Captain Phillips trong vai Abduwali Muse - Daniel Brühl – Rush trong vai Niki Lauda - Bradley Cooper – American Hustle trong vai Richie DiMaso - Michael Fassbender – 12 Years a Slave trong vai Edwin Epps                                                   | - Jennifer Lawrence – American Hustle trong vai Rosalyn Rosenfeld - Sally Hawkins – Blue Jasmine trong vai Ginger - Lupita Nyong'o – 12 Years a Slave trong vai Patsey - Julia Roberts – August: Osage County trong vai Barbara Weston-Fordham - June Squibb – Nebraska trong vai Kate Grant                                                                                                 |
| Đạo diễn xuất sắc nhất | Kịch bản hay nhất |
| - Alfonso Cuarón – Gravity - Paul Greengrass – Captain Phillips - Steve McQueen – 12 Years a Slave - Alexander Payne – Nebraska - David O. Russell – American Hustle | - Spike Jonze – Her - Steve Coogan và Jeff Pope – Philomena - Bob Nelson – Nebraska - John Ridley – 12 Years a Slave - Eric Warren Singer và David O. Russell – American Hustle |
| Nhạc phim gốc hay nhất | Ca khúc trong phim hay nhất |
| - Alex Ebert – All Is Lost - Alex Heffes – Mandela: Long Walk to Freedom - Steven Price – Gravity - John Williams – The Book Thief - Hans Zimmer – 12 Years a Slave | - "Ordinary Love" (U2 và Danger Mouse) – Mandela: Long Walk to Freedom - "Atlas" (Coldplay) – The Hunger Games: Catching Fire - "Let It Go" (Kristen Anderson-Lopez và Robert Lopez) – Frozen - "Please Mr. Kennedy" (Ed Rush, George Cromarty, T Bone Burnett, Justin Timberlake, Coen brothers – Inside Llewyn Davis - "Sweeter Than Fiction" (Taylor Swift và Jack Antonoff) – One Chance |
| Phim hoạt hình hay nhất | Phim ngoại ngữ hay nhất |
| - Frozen - The Croods - Despicable Me 2 | - The Great Beauty - Blue Is the Warmest Colour - The Hunt - The Past - The Wind Rises |

### Các phim có nhiều đề cử
| Nominations | Film                          |
| ----------- | ----------------------------- |
| 7           | 12 Years a Slave              |
| 7           | American Hustle               |
| 5           | Nebraska                      |
| 4           | Captain Phillips              |
| 4           | Gravity                       |
| 3           | Her                           |
| 3           | Inside Llewyn Davis           |
| 3           | Mandela: Long Walk to Freedom |
| 3           | Philomena                     |
| 2           | All Is Lost                   |
| 2           | August: Osage County          |
| 2           | Blue Jasmine                  |
| 2           | Dallas Buyers Club            |
| 2           | Frozen                        |
| 2           | Rush                          |
| 2           | The Wolf of Wall Street       |

### Phim giành được nhiều giải
3: American Hustle
2: Dallas Buyers Club

### Truyền hình
| Sêri truyền hình hay nhất | Sêri truyền hình hay nhất |
| Sêri truyền hình chính kịch hay nhất | Sêri truyền hình ca nhạc hoặc hài hay nhất |
| --- | --- |
| - Breaking Bad - Downton Abbey - The Good Wife - House of Cards - Masters of Sex | - Brooklyn Nine-Nine - The Big Bang Theory - Girls - Modern Family - Parks and Recreation |
| Diễn viên truyền hình chính kịch xuất sắc nhất | |
| Nam diễn viên truyền hình chính kịch xuất sắc nhất | Nữ diễn viên truyền hình chính kịch xuất sắc nhất |
| - Bryan Cranston – Breaking Bad trong vai Walter White - Liev Schreiber – Ray Donovan trong vai Ray Donovan - Michael Sheen – Masters of Sex trong vai Bill Masters - Kevin Spacey – House of Cards trong vai Frank Underwood - James Spader – The Blacklist trong vai Raymond Reddington                 | - Robin Wright – House of Cards trong vai Claire Underwood - Julianna Margulies – The Good Wife trong vai Alicia Florrick - Tatiana Maslany – Orphan Black trong vai Orphan Black - Taylor Schilling – Orange is the New Black trong vai Piper Chapman - Kerry Washington – Scandal trong vai Olivia Pope                          |
| Diễn viên truyền hình ca nhạc hoặc hài xuất sắc nhất | |
| Nam diễn viên truyền hình ca nhạc hoặc hài xuất sắc nhất | Nữ diễn viên truyền hình ca nhạc hoặc hài xuất sắc nhất |
| - Andy Samberg – Brooklyn Nine-Nine trong vai Jake Peralta - Jason Bateman – Arrested Development trong vai Michael Bluth - Don Cheadle – House of Lies trong vai Marty Kaan - Michael J. Fox – The Michael J. Fox Show trong vai Mike Henry - Jim Parsons – The Big Bang Theory trong vai Sheldon Cooper | - Amy Poehler – Parks and Recreation trong vai Leslie Knope - Zooey Deschanel – New Girl trong vai Jessica "Jess" Day - Lena Dunham – Girls trong vai Hannah Horvath - Edie Falco – Nurse Jackie trong vai Jackie Peyton - Julia Louis-Dreyfus – Veep trong vai Vice President Selina Meyer                                        |
| Diễn viên minisêri hoặc phim truyền hình xuất sắc nhất | |
| Nam diễn viên minisêri hoặc phim truyền hình xuất sắc nhất | Nữ diễn viên minisêri hoặc phim truyền hình xuất sắc nhất |
| - Michael Douglas – Behind the Candelabra trong vai Liberace - Matt Damon – Behind the Candelabra trong vai Scott Thorson - Chiwetel Ejiofor – Dancing on the Edge trong vai Louis Lester - Idris Elba – Luther trong vai John Luther - Al Pacino – Phil Spector trong vai Phil Spector                   | - Elisabeth Moss – Top of the Lake trong vai Robin Griffin - Helena Bonham Carter – Burton & Taylor trong vai Elizabeth Taylor - Rebecca Ferguson – The White Queen trong vai Elizabeth Woodville - Jessica Lange – American Horror Story: Coven trong vai Fiona Goode - Helen Mirren – Phil Spector trong vai Linda Kenney Baden  |
| Diễn viên truyền hình phụ xuất sắc nhất | |
| Nam diễn viên phụ xuất sắc nhất | Nữ diễn viên phụ xuất sắc nhất |
| - Jon Voight – Ray Donovan trong vai Mickey Donovan - Josh Charles – The Good Wife trong vai Will Gardner - Rob Lowe – Behind the Candelabra trong vai Dr. Jack Startz - Aaron Paul – Breaking Bad trong vai Jesse Pinkman - Corey Stoll – House of Cards trong vais Peter Russo                          | - Jacqueline Bisset – Dancing on the Edge trong vai Lady Livinia Cremone - Janet McTeer – The White Queen trong vai [acquetta of Luxembourg - Hayden Panettiere – Nashville trong vai Juliette Barnes - Monica Potter – Parenthood trong vai Kristina Braverman - Sofía Vergara – Modern Family trong vai Gloria Delgado-Pritchett |
| Minisêri hoặc phim truyền hình hay nhất | |
| - Behind the Candelabra - American Horror Story: Coven - Dancing on the Edge - Top of the Lake - The White Queen | |

### Sêri giành được nhiều đề cử
| Nominations | Series                       |
| ----------- | ---------------------------- |
| 4           | Behind the Candelabra        |
| 4           | House of Cards               |
| 3           | Breaking Bad                 |
| 3           | Dancing on the Edge          |
| 3           | The Good Wife                |
| 3           | The White Queen              |
| 2           | American Horror Story: Coven |
| 2           | The Big Bang Theory          |
| 2           | Brooklyn Nine-Nine           |
| 2           | 'Girls                       |
| 2           | Masters of Sex               |
| 2           | Modern Family                |
| 2           | Parks and Recreation         |
| 2           | Phil Spector                 |
| 2           | Ray Donovan                  |
| 2           | Top of the Lake              |

### Sêri giành được nhiều giải thưởng
2: Behind the Candelabra, Breaking Bad và Brooklyn Nine-Nine

## Người công bố giải
Những người công bố giải thưởng tại đêm trao giải do Hiệp hội báo chí nước ngoài ở Hollywood chỉ định.
- Ben Affleck - Đạo diễn xuất sắc nhất
- Kevin Bacon và Kyra Sedgwick - Miss Golden Globe và Nữ diễn viên truyền hình chính kịch xuất sắc nhất
- Drew Barrymore - Phim ca nhạc hoặc hài hay nhất
- Kate Beckinsale, Sean Combs và Usher - Nhạc phim gốc hay nhất và Ca khúc trong phim hay nhất
- Orlando Bloom và Zoe Saldana - Phim ngoại ngữ hay nhất
- Julie Bowen và Seth Meyers - Nam diễn viên truyền hình ca nhạc hoặc hài xuất sắc nhất
- Sandra Bullock và Tom Hanks - Nữ diễn viên phụ xuất sắc nhất
- Jim Carrey giới thiệu phim American Hustle
- Jessica Chastain - Đạo diễn xuất sắc nhất
- Emilia Clarke và Chris O'Donnell - Nữ diễn viên truyền hình ca nhạc hoặc hài xuất sắc nhất
- Steve Coogan và Philomena Lee giới thiệu phim Philomena
- Matt Damon giới thiệu phim Captain Phillips
- Johnny Depp - Phim chính kịch hay nhất
- Laura Dern giới thiệu phim Nebraska
- Leonardo DiCaprio - Nữ diễn viên phim chính kịch xuất sắc nhất
- Robert Downey, Jr. - Nữ diễn viên phim ca nhạc hoặc phim hài xuất sắc nhất
- Aaron Eckhart và Paula Patton with Đạo diễn sêri truyền hình chính kịch xuất sắc nhất và Sêri truyền hình chính kịch hay nhất
- Chris Evans và Uma Thurman - Sêri truyền hình ca nhạc hoặc hài hay nhất
- Jimmy Fallon và Melissa McCarthy - Nam diễn viên minisêri hoặc phim truyền hình xuất sắc nhất
- Colin Farrell giới thiệu phim Inside Llewyn Davis
- Amber Heard, Taylor Kinney và Jesse Spencer - Nam diễn viên truyền hình phụ xuất sắc nhất
- Chris Hemsworth và Niki Lauda giới thiệu phim Rush
- Jonah Hill và Margot Robbie giới thiệu phim The Wolf of Wall Street
- Mila Kunis và Channing Tatum - Nữ diễn viên truyền hình phụ xuất sắc nhất
- Jennifer Lawrence - Nam diễn viên phim ca nhạc hoặc phim hài xuất sắc nhất
- Liam Neeson giới thiệu phim Gravity
- Chris Pine và Emma Watson - Phim hoạt hình hay nhất
- Mark Ruffalo và Naomi Watts - Minisêri hoặc phim truyền hình hay nhất và Nữ diễn viên truyền hình phụ xuất sắc nhất
- Emma Stone - Giải Quả cầu vàng Cecil B. DeMille
- Emma Thompson - Kịch bản hay nhất
- Christoph Waltz - Nam diễn viên phụ xuất sắc nhất
- Olivia Wilde giới thiệu phim Her
- Reese Witherspoon giới thiệu phim 12 Years a Slave